# Rozen Maiden

Shinku nell'anime

Rozen Maiden (ローゼン・メイデン?, Rōzen Meiden) è un manga scritto e disegnato dalla coppia di autrici PEACH-PIT, trasposto in seguito in una serie televisiva anime da Nomad. Narrando la storia di Jun Sakurada, un ragazzo crollato sotto il peso dello stress, la serie tratta il problema della pressione psicologica che grava su molti ragazzi giapponesi. La serie narra del graduale recupero mentale di Jun attraverso l'esperienza con le Rozen Maiden, bambole incantate col misterioso obiettivo di vincere il Gioco di Alice.

## Introduzione

### Le Rozen Maiden e il Gioco di Alice
Le Rozen Maiden sono una collezione di sette bambole create da un artigiano di nome Rozen, al quale le bambole si riferiscono usando la parola "Padre". La fonte d'energia principale di una Rozen Maiden è un essere umano (un "medium") con il quale viene stipulato un contratto, rappresentato da un anello simbolizzante il legame con la bambola, anche se sono state mostrate alcune bambole in grado di agire senza medium. Ogni Rozen Maiden ha personalità, abilità sovrannaturali e spirito guardiano diverse dalle altre. Il loro obiettivo sembra essere quello di partecipare al "Gioco di Alice", una competizione mortale che garantisce al vincitore il diritto di incontrare il "Padre" diventando "Alice", una bambola di incredibile bellezza e purezza.
Il Gioco si svolge tramite duelli nei quali le bambole combattono usando sia i loro spiriti guardiani che le loro abilità sovrannaturali (come per esempio il potere di manipolare le piante di fragole), oltre che traendo energia dai loro medium. La bambola che perde la battaglia perde anche la sua "Rosa Mystica", l'essenza stessa della sua vita, che viene assorbita dalla vincitrice. La Rozen Maiden che riesce per prima a riunire tutte le Rose Mystiche diviene automaticamente Alice. Shinku, quinta bambola della collezione ed anche uno dei personaggi principali della serie, si differenzia dalle altre Rozen Maiden in quanto, benché non si rifiuti di combattere, si rifiuta, però, di prendere la Rosa Mystica delle sue sorelle, cosa che causerebbe, di fatto, la loro morte.
Una bambola che ha perso la sua Rosa Mystica, unica sua fonte d'energia tramite il collegamento con il medium, non può più diventare Alice.

### Trama
Jun Sakurada è uno studente che si rifiuta di andare a scuola a causa di alcuni problemi mentali derivati da un'esperienza traumatica avuta in passato (vedi hikikomori). Costantemente chiuso nella sua camera, ha l'hobby di ordinare online oggetti dai presunti poteri sovrannaturali per poi restituirli subito prima che scada il periodo di prova per non doverli pagare. La sorella maggiore, Nori Sakurada, fa tutto il possibile per aiutarlo, ma non è in grado di stabilire un dialogo.
Un giorno, Jun riceve una misteriosa lettera che lo attesta come vincitore di un fantomatico premio e gli chiede se lo vuole accettare o no. Dopo aver accettato e aver messo la lettera nel cassetto come recitavano le istruzioni, Jun riceve una scatola finemente decorata con all'interno una bambola vestita in stile vittoriano. Spinto dalla curiosità, Jun decide di caricarla. Con sua grande sorpresa, la bambola prende improvvisamente vita, si alza in piedi, gli si avvicina e lo schiaffeggia. Dopo aver chiesto il nome del ragazzo, infine, si presenta come Shinku, quinta bambola delle Rozen Maiden, e in men che non si dica Jun si ritroverà coinvolto in una misteriosa battaglia tra bambole con il compito di proteggere la Rosa Mystica di Shinku.
Fanno presto la loro comparsa anche le sorelle di Shinku: Suigintou, Kanaria, Suiseiseki, Souseiseki, Hinaichigo e Kirakishou. Quest'ultima è priva di corpo fisico, e prende possesso del corpo di Hinaichigo per averne uno. Tuttavia, Jun viene fatto prigioniero nell'N-field insieme alle bambole da Kirakishou, e tocca a Shinku salvare la situazione, recandosi in un mondo parallelo dove vive il "Jun che non ha caricato", cioè la versione adulta di Jun che non ha accettato il fantomatico premio.

### Terminologia
Mondo dei sogni
Il Mondo dei Sogni di una persona è lo specchio della sua anima, e contiene al suo interno elementi presi da vecchi ricordi o rappresentazioni di oggetti importanti. Sia gli umani che le bambole possiedono un proprio Mondo dei Sogni: per esempio, quello di Suigintou è una vecchia città abbandonata ricoperta di neve, quello di Jun un mondo pieno di computer rotti, quello di Shinku una casa in stile vittoriano. I Mondi dei Sogni di tutti gli esseri viventi sono collegati ad un unico grande albero e le Rozen Maiden con i poteri del giardiniere, Suiseiseki e Souseiseki, possono percorrerlo a loro piacimento. Più due persone sono intime, più i loro "rami" sull'albero saranno vicini. La coscienza di una persona può venire bloccata dentro un sogno usando Sui Dream o Lempicka, ma i giardinieri evitano di farlo in quanto porterebbe la persona stessa alla pazzia.
Albero del cuore
Un albero speciale presente all'interno del Mondo dei Sogni di ogni persona. La sua dimensione e crescita riflette la forza vitale o lo stato mentale dell'individuo. La pianta può essere assistita attraverso il potere delle forbici di Souseiseki o quello dell'annaffiatoio di Suiseiseki, come dimostrato nell'anime quando quest'ultima tenta di aiutare l'albero di Jun, non riuscendoci completamente a causa della presenza di troppe erbacce.
N-Field
L'N-Field (Nのフィールド?, N no Fīrudo), forse "Nth-field" per alcune allusioni matematiche a Laplace, è il territorio personale di ogni Rozen Maiden, contenente elementi caratteristici della bambola cui appartiene. Vi si può accedere solo tramite oggetti che hanno un "frammento di vita" dentro di sé. Spesso viene utilizzato il grande specchio nella casa di Jun, ma esistono anche altri oggetti sfruttabili, come lo schermo del computer del ragazzo. Ogni Rozen Maiden ha un proprio N-Field dentro al quale ha un certo vantaggio in caso di battaglia, vantaggio che può essere compensato solo con il potere di un medium. Quando una Rozen Maiden perde la sua Rosa Mystica, anche il suo N-Field scompare.
Detective Kunkun
Una serie TV narrante le gesta di un cane-pupazzo che fa di lavoro il detective. Le bambole in casa di Jun sono appassionate della serie, e le mensole di Shinku (un tempo appartenenti a Jun) sono piene di gadget del personaggio. Questa serie-dentro-la-serie sembra essere una parodia di anime più famosi come Detective Conan.
Rosa Mystica
Le Rosa Mystica giocano un ruolo essenziale nel Gioco di Alice, e sono essenziali per l'esistenza di una Rozen Maiden. Possono essere paragonate alla loro anima. Quando una bambola perde uno scontro, la sua Rosa Mystica lascia il suo corpo, rendendola incapace di muoversi. Un'altra Rozen Maiden può quindi assorbire la Rosa Mystica, prendendo possesso delle abilità e dei ricordi della bambola sconfitta. Una bambola che ha perso in battaglia può essere sempre richiamata in vita se le si restituisce la sua Rosa Mystica.
Spiriti artificiali
Un compagno che ogni Rozen Maiden ha. Hanno la forma di un globo di luce colorata, possono volare e assistere le loro bambole durante le battaglie. Gli spiriti di Suiseiseki e Souseiseki hanno il potere di entrare nei sogni delle persone e di materializzarsi nella forma di un annaffiatoio e di un paio di forbici. Quelli delle altre bambole possono manipolare e riparare oggetti. Gli spiriti guardiani non possono parlare ma sembrano in grado di recepire gli ordini delle loro padrone, che a loro volta riescono a comprendere ciò che dicono. Certe volte sono anche in grado di trasmettere la voce della loro bambola, come dimostrato nel sesto volume del manga da Berrybell, lo spirito guardiano di Hinaichigo. Quando la loro bambola viene sconfitta, gli spiriti guardiani si uniscono al vincitore dello scontro. Gli spiriti possono anche venire rubati o donati ad altre bambole, come dimostrato da Suigintou nell'anime quando prende possesso di Sui Dream e Renpika.

## Personaggi

### Esseri umani
Jun Sakurada (桜田ジュン?, Sakurada Jun)
Doppiato da: Sanae Kobayashi (da ragazzo, drama-CD), Asami Sanada (da ragazzo, anime), Ryōta Ōsaka (da adulto, anime)
Un ragazzo traumatizzato che vive come un eremita nella sua stanza e che ha smesso di frequentare la scuola, nell'anime dopo essere crollato sotto la pressione degli esami d'entrata mentre nel manga rifiuta di tornare a causa di un episodio scolastico durante il quale è stato deriso da tutta la scuola. Soffre di ciò che viene chiamata tōkōkyohi (登校拒否? lett. "rifiuto di presenza"), il rifiuto assoluto di frequentare la scuola, ed anche di hikikomori, il fenomeno con cui si tende ad isolarsi dalla società.
Spende molto del suo tempo davanti al computer e ha l'hobby di ordinare oggetti via Internet (la maggior parte dei quali con presunti poteri occulti), salvo poi restituirli prima che finisca il periodo di prova per non doverli pagare. Ha la passione per le automobili e fa collezione di macchinine. Dopo essere entrato in possesso di Shinku, una delle Rozen Maiden, ed averla caricata, si ritrova coinvolto nel Gioco di Alice, in particolare a causa del vizio della bambola nel considerarlo un suo "servitore" e nel voler che le obbedisca sempre. Jun è abile nei lavori manuali e in particolare nel cucire. Benché sia arrogante ed a volte anche freddo e maleducato, Jun si preoccupa molto per gli altri, nonostante si rifiuti di ammetterlo. Va particolarmente d'accordo con Hinaichigo.
Megu Kakizaki (柿崎めぐ?, Kakizaki Megu)
Doppiata da: Shiho Kawaragi
La medium di Suigintou, una ragazza che soffre di una grave malattia (nell'anime ha una malattia congenita al cuore, nel manga non viene specificato). Passa la sua vita dentro una stanza d'ospedale, curata costantemente dalle infermiere. Megu ha una visione estremamente negativa della vita e spesso prega perché un angelo della morte la porti via. Vede se stessa come un peso per i suoi parenti, colpevoli, secondo lei, di averla partorita. Diventata la medium di Suigintou vede la bambola come il suo angelo della morte e le chiede di ucciderla utilizzando tutta la sua energia. Nonostante il suo stato di apatia (e a volte disprezzo) verso la vita, è una persona molto bisognosa e desidera sempre la compagnia di Suigintou. Megu ha il vizio di fare i capricci quando la bambola non è con lei, volendola sempre al suo fianco. Il palese disprezzo della ragazza verso il padre è una cosa shockante per Suigintou, che non potrebbe mai concepire un atteggiamento del genere verso suo "Padre", Rozen. Megu, in questo senso, è una continua sorpresa per la bambola. Appare nel manga, nella seconda stagione dell'anime e fa una breve comparsa durante l'OAV.
Mitsu Kusabue (草笛みつ?, Kusabue Mitsu)
Doppiata da: Akiko Kawase
La medium di Kanaria. Il suo amore per le bambole (più simile ad un'ossessione) è dimostrato dalla sua passione verso la sua Rozen Maiden e dall'arredamento della sua stanza, dove su ogni mensola vi sono decine e decine di bambole. Fa spesso visita al negozio di bambole per comprare regali per Kanaria. Benché sia un'impiegata, Kanaria la presenta alle altre bambole come una fotografa professionista. "Mi-chan", come viene chiamata dalla sua Rozen Maiden, è innocua ed eccentrica quanto la bambola a cui è legata. Appare nella seconda stagione dell'anime e nel manga.
Kazuha Yuihishi (結菱一葉?, Yuihishi Kazuha)
Il padrone di Souseiseki nel manga. Vive in una villa chiamata Barayashiki (薔薇屋敷? lett. "Villa delle Rose").
Motoharu Shibasaki (柴崎元治?, Shibasaki Motoharu)
Doppiato da: Ikuo Nishikawa
Il medium di Souseiseki nell'anime. È un vecchio orologiaio che cadde in depressione quando suo figlio morì in un incidente. La moglie, per lo shock subito, entrò in coma, e Motoharu iniziò a condurre una vita solitaria con la convinzione che Souseiseki fosse suo figlio ancora in vita, cosa che mise la bambola in pericolo a causa del suo forte senso di lealtà. Esiste solo nell'anime.
Tomoe Kashiwaba (柏葉巴?, Kashiwaba Tomoe)
Doppiata da: Ayako Kawasumi (drama-CD), Masayo Kurata (anime)
Una ragazza che frequenta la stessa scuola di Jun. Calma e gentile, ha un tipo di parlata secco e diretto e nasconde spesso i suoi veri sentimenti. Tomoe era la medium di Hinaichigo, ma il loro legame si ruppe quando la bambola usò troppa energia e ne restò a secco, facendosi facilmente battere da Shinku. Al momento Tomoe sta aiutando Jun con le Rozen Maiden, incoraggiandolo nel frattempo a tornare a scuola, nonostante la sua paura. Da piccola suo padre gli insegnò il kendō, disciplina che tuttora pratica nel club della scuola. Tomoe porta spesso con sé uno shinai. Nonostante sia un membro del comitato studentesco della scuola, la ragazza sembra preferirebbe non dover svolgere questa mansione.

### Rozen Maiden
Suigintou (水銀燈?, Lampada al Mercurio, Mercury Lampe)
Doppiata da: Mamiko Noto (drama-CD), Rie Tanaka (anime)
Medium: Megu
Spirito guardiano: Meimei (メイメイ?)
Suigintou è la prima bambola della collezione Rozen Maiden. Il suo colore è il nero. Tra tutte, è quella che più desidera vincere il Gioco di Alice, spinta soprattutto dal suo morboso desiderio di incontrare il "Padre". Sadica, piena di rancore e arroganza (dovuti soprattutto al suo profondo complesso d'inferiorità), Suigintou non si fa scrupoli nel Gioco di Alice, e non esita ad usare qualsiasi metodo possibile per vincere, a prescindere da quanto crudele esso sia. Ha una particolare insofferenza verso Shinku, che lei considera sua rivale, e riesce perfino ad approssimare quante ore e minuti sono passati dal loro ultimo scontro.
Nella prima stagione, Suigintou, grazie alla sua grande forza di volontà, riesce a muoversi e a combattere senza doversi avvalere di un medium, cosa verso la quale è contraria a causa del suo forte senso di indipendenza e del suo disgusto verso il genere umano. Insieme al suo spirito guardiano, Meimei, le armi di Suigintou sono le sue logore ali nere, con le quali è in grado di creare due draghi e anche una grande spada e che, in caso di necessità, possono essere usate anche come scudo. Suigintou è inoltre in grado di utilizzare attacchi basati su distruttive fiamme dal colore blu.
In quanto prima bambola della serie ad essere stata creata, Suigintou presenta alcuni peculiari difetti fisici, che, però, variano tra anime e manga. Nell'anime le manca il tronco, perché, come spiegato da Shinku, Rozen decise di cancellare il suo progetto in piena costruzione. Ironicamente, dopo essere stata distrutta in battaglia da Shinku, Suigintou viene ricreata con un nuovo torso durante la seconda stagione, Träumend. Chi sia l'artefice del suo restauro non è dato sapere, ma nel finale di Träumend viene mostrato Rozen mentre le lega affettuosamente il fiocco sul collo; lo stesso Rozen in passato le disse che per lei era ancora possibile divenire Alice, nonostante il suo corpo imperfetto. Nel manga, le ali (da notare che Suigintou è l'unica bambola ad averle) le hanno riempito la schiena di crepe. Queste imperfezioni hanno indotto qualcuno a definirla "spazzatura", e gran parte della sua vita è incentrata nel dimostrare il contrario. Tuttavia, dopo l'incontro con Megu, il suo carattere e i suoi obiettivi hanno cominciato a cambiare: Suigintou ha cominciato lentamente a dimostrare segni di affetto ed anche la speranza di poter usare le Rosa Mystica delle altre bambole per poter curare la malattia della sua medium. Il nome del suo Spirito guardiano, Meimei, significa oscurità. Inoltre è l'unica Rozen Maiden ad avere le ali, raffigurando appunto la figura di Alice nell'anime, e a risorgere tre volte.
Kanaria (金糸雀?, Canarino, Kanarienvogel)
Doppiata da: Yumi Shimura (2005-2014), Akari Kageyama (dal 2018)
Medium: Mitsu
Spirito guardiano: Pizzicato (ピチカート?, Pichikāto)
Kanaria è la seconda bambola della collezione Rozen Maiden, adorabile quanto eccentrica. Il suo colore è il giallo. Si riferisce a se stessa usando sempre la terza persona e ama fare piani su come impadronirsi delle Rosa Mystica delle sue sorelle, senza poi impegnarsi veramente per farlo. Si ritiene la perfetta spia per eccellenza ed ha l'hobby di osservare le altre bambole attraverso dei binocoli che porta sempre con sé. L'indole vivace e quasi arrogante di Kanaria la rendono il soggetto ideale per molti episodi comici. Nonostante ciò, è un avversario abile che usa il suo violino per lanciare distruttivi attacchi sonori. Il suo carattere è complementare a quello di Hinaichigo. Ha la strana abitudine di finire molte delle sue frasi con kashira (かしら? lett. "forse"), l'esatto opposto di Hinaichigo, che vi inserisce spesso na no (なの? lett. "perché/poiché"). Il suo piatto preferito è il tamagoyaki. Nell'anime appare solo durante la seconda stagione. Il nome del suo spirito guardiano deriva dal verbo italiano "pizzicare" e si riferisce all'omonimo modo di suonare il violino facendone vibrare le corde. Nella traduzione del manga di Tokyopop, viene chiamata Canaria.
Suiseiseki (翠星石?, Pietra di Giada, Jade Stern)
Doppiata da: Nana Mizuki (drama-CD), Natsuko Kuwatani (anime)
Medium: Jun
Spirito guardiano: Sui Dream (スィドリーム?, Sui Dorīmu) nel manga, Sogno di Giada (ジェイドドリーム?, Jeido Dorīmu) nell'anime
Suiseiseki è la terza bambola della collezione Rozen Maiden e la gemella maggiore di Souseiseki. Il suo colore è il verde. Possiede un annaffiatoio con la quale può nutrire gli "alberi spirituali" delle persone. È uno dei protagonisti della serie. Suiseiseki ama essere al centro dell'attenzione, e le sue attività preferite includono rompere i vetri delle finestre della stanza di Jun (spesso colpendolo nel processo), rubare le fragole ad Hinaichigo e ridere ossessivamente. Ha una grande fantasia e ama particolarmente raccontare grosse bugie per terrorizzare Hinaichigo, che lei chiama "chichi-chibi" o "chibi-Ichigo". Per la maggior parte del tempo, Suiseiseki e Jun sembrano incapaci di convivere civilmente anche se nella seconda serie si scoprirà che Suiseiseki prova un sentimento per Jun; la bambola si rifiuta di chiamare il ragazzo per nome, optando spesso per "tardo" (チビ人間?, chibi-ningen).
Suiseiseki, tuttavia, è un'ottima compagna sulla quale si può sempre fare affidamento per avere un vantaggio in battaglia. In verità, la bambola, nonostante il suo atteggiamento, è molto affezionata a Jun, e i suoi tentativi di non farlo capire di solito si traducono in ulteriori insulti. Nella seconda stagione dell'anime Suiseiseki è dalla parte delle bambole che ritengono più importante la vita delle loro sorelle che partecipare al Gioco di Alice. Insieme a Jun, Suiseiseki tenta, senza molto successo, di convincere le altre Rozen Maiden che il Gioco di Alice è uno sforzo inutile.
La parlata di Suiseiseki è caratterizzata dall'acutezza della sua voce e dall'abitudine di finire quasi ogni frase con desu (です?). In battaglia, Suiseiseki usa il suo annaffiatoio per far crescere rapidamente piante dal terreno e poterle usare come arma manipolandole. Il suo spirito guardiano prende il nome dal profumo Anna Sui. È stata denominata "Sui-no-nee-sama" (mia sorella giada) da Kirakishou due volte.
Souseiseki (蒼星石?, Pietra di Lapislazzuli, Lapislazuri Stern)
Doppiata da: Rika Morinaga
Medium: Motoharu Shibasaki nell'anime, Hitowa Yuihishi (結菱一葉?, Yuihishi Hitowa) nel manga
Spirito guardiano: Renpika (レンピカ?)
Souseiseki è la quarta bambola della collezione Rozen Maiden e la gemella minore di Suiseiseki, con la quale condivide il potere di entrare nei sogni delle persone. Il suo colore è il blu. La sua arma è un gran paio di forbici col quale è in grado di potare gli alberi spirituali delle persone. A differenza della gemella, Souseiseki è calma, tranquilla e profondamente fedele al suo "padrone". È in grado di attaccare senza pietà con le sue forbici se necessario, anche se il loro raggio d'azione ridotto la mette in grande svantaggio quando si tratta di difesa. Composta ed analitica, possiede un'acutezza nella parlata paragonabile a quella di Shinku. Oltre ad essere la bambola con l'aspetto più mascolino, Souseiseki possiede anche un tipo di parlata tipico dei maschi, con frequente uso di termini come boku (ぼく?) al posto di altri più neutrali come watashi (私?). Le due gemelle hanno comunque in comune la testardaggine. Souseiseki è molto più presente nell'anime che nel manga.
Nel manga, il suo padrone vuole usare i poteri della bambola per entrare nei sogni dell'amante del fratello deceduto e vendicarsi della persona che, secondo lui, l'aveva portato alla morte. Incapace di raggiungere l'obiettivo, Souseiseki decide di combattere Suiseiseki per radunare i due attrezzi da giardiniere, Renpika e Sui Dream, in grado, se uniti, di avere il controllo degli alberi spirituali. Alla fine, tuttavia, si rende conto che è il cuore del suo padrone a dover cambiare, e si sacrifica per salvarlo. Le altre Rozen Maiden, shockate dalle azioni di Souseiseki, non riescono a reagire in tempo quando Suigintou, approfittando della confusione, riesce a rubare la Rosa Mystica della bambola. Ormai ridotta allo stato di bambola senza vita, Souseiseki viene riposta nella sua scatola, dalla quale però, in un recente capitolo, risulta scomparsa.
Nell'anime, il suo padrone è un anziano signore che vede la bambola come un sostituto per il suo figlio deceduto, Kazuki. Souseiseki, forse a causa del suo senso del dovere, è più ansiosa di partecipare al Gioco di Alice rispetto alle altre bambole: durante il flashback in Ouvertüre, la bambola viene presentata durante una battaglia con Shinku, ed in seguito non esita ad attaccare Suigintou, nonostante questa non avesse intenzioni ostili. Per tutta la seconda stagione, Souseiseki sembra porsi domande sullo stile di vita troppo tranquillo che stava praticando, soprattutto quando Barasuishou entra in scena, spronandola a prendere nuovamente parte al Gioco di Alice. La bambola alla fine accetta la richiesta e si batte con Suigintou, perdendo sia la battaglia che la sua Rosa Mystica.
Nonostante anime e manga avanzino in modo diverso, Souseiseki resta comunque, dopo Hinaichigo, la seconda bambola a perdere il diritto di diventare Alice e la prima a perdere la sua Rosa Mystica, in entrambi i casi per mano di Suigintou. Il suo spirito guardiano prende il nome dal profumo di Lolita Lempicka.
Shinku (真紅?, Rosso cremisi, Reiner Rubin)
Doppiata da: Yui Horie (drama-CD), Miyuki Sawashiro (anime)
Medium: Sarah, poi Jun
Spirito guardiano: Holie (ホーリエ?, Hōlie)
Shinku è la quinta bambola della collezione Rozen Maiden e l'incarnazione del tradizionale aristocratico. Il suo colore è il rosso. È estremamente esigente e può sembrare irriconoscente a chi non la conosce. Le sue parole preferite sono "tè" e "servitore", ed ha la passione di sgridare (e schiaffeggiare) Jun ogni volta se ne presenti l'occasione. Shinku non usa suffissi onorifici quali "-chan", "-san," o "-kun", tranne quando si riferisce al "Padre", Mitsu e una volta, Kun Kun. Non lascia mai trasparire tristezza, gioia o paura, per quanto grandi queste emozioni possano essere. Nonostante la sua aria fredda, Shinku è protettiva e si preoccupa molto per le sue sorelle: a dimostrazione di ciò, dopo aver sconfitto Suigintou nella prima stagione, la bambola viene perseguitata per gran parte della seconda stagione dal rimorso di averla resa "spazzatura" e dal desiderio di ottenere il suo perdono. Non usa nessun titolo onorifico come 'chan', 'san' o 'kun'. Nonostante la sua giovane età rispetto alle altre Rozen Maiden, le altre bambole la vedono come una sorella maggiore e un'abile rivale. È particolarmente legata al detective-pupazzo Kunkun, oltre che al "Padre". Shinku odia profondamente i gatti. Desidera ricoprire la carica di "Alice", ma si rifiuta di usare i metodi cruenti del Gioco di Alice. In battaglia utilizza come arma dei petali di rosa e un bastone che impugna come fosse una spada.
Hinaichigo (雛苺?, Giovane fragola, Kleine Beere)
Doppiata da: Tomoko Kaneda (drama-CD), Sakura Nogawa (anime)
Medium: Corinne, Tomoe, poi Jun attraverso Shinku
Spirito guardiano: Berrybell (ベリーベル?, Berīberu)
Hinaichigo è la sesta bambola della collezione Rozen Maiden e l'incarnazione stessa dell'infantilità. Il suo colore è il rosa. Benché sappia essere incredibilmente ingenua ed egoista, Hinaichigo ha sempre le migliori intenzioni. Il suo atteggiamento, inoltre, è un pessimo abbinamento per il suo tremendo potere di controllare le piante di fragole. Shinku riesce a sconfiggerla (anche se solo grazie all'egoismo di Hinaichigo che prosciuga tutta l'energia del suo medium) durante il Gioco di Alice, rendendola la prima bambola a perdere il diritto a divenire Alice. Tuttavia, Shinku decide di non reclamare la sua Rosa Mystica: invece, sceglie di diventare l'inter-medium di Hinaichigo, per permetterle di utilizzare l'energia di Jun. Malgrado ciò, all'inizio della seconda stagione, con il vero inizio del Gioco di Alice, Rozen decide di recidere questo collegamento, privando Hinaichigo delle energie garantitegli dal collegamento con Jun. Terminate le energie che gli rimanevano, infine, Hinaichigo diventa la seconda bambola a perdere la sua Rosa Mystica, che passa di diritto a Shinku. I suoi cibi preferiti sono l'Unyuu, un daifuku alla fragola, e gli "Hamburger floreali" di Nori. Ha l'abitudine di finire molte delle sue frasi con na no (なの? lett. "perché/poiché"), l'esatto opposto di Kanaria, che vi inserisce spesso kashira (かしら?, chissà).
Nel manga, Hinaichigo viene distrutta da Kirakishou. Tuttavia, attraverso Berrybell, riesce a mandare la sua Rosa Mystica a Shinku, chiedendole di usarla per far terminare il Gioco di Alice.
Nell'anime, le canzoni di Hinaichigo e gran parte dei dialoghi usati durante i litigi con Suiseiseki sono creati sul momento dalla sua doppiatrice, Sakura Nogawa.
Kirakishou (雪華綺晶?, Splendido Cristallo di Fiocchi di Neve, Schöner Schneeglöckchen Kristall)
Doppiata da: Chiemi Chiba
Medium: Odile
Spirito guardiano: Rosary (ルちリエ?, Rusari)
Kirakishou è l'autentica settima bambola della collezione Rozen Maiden. Il suo colore è il bianco. Il suo costume è diverso dalla sua copia, Barasuishou, e sull'occhio destro ha un'autentica rosa, mentre Barasuishou ha una semplice benda che le copre l'occhio sinistro.
La sua prima apparizione, misteriosa quanto quella di Barasuishou nell'anime, è nel sesto volume del manga. Nell'anime appare solo negli ultimi secondi dell'ultimo episodio della seconda serie, e deve essere ancora presentata propriamente. Secondo quanto detto da lei stessa, la settima bambola all'inizio non aveva un corpo fisico e poteva esistere solo nell'N-Field: per potersi materializzare nel mondo umano, quindi, Kirakishou distrugge e consuma Hinaichigo. Nonostante all'inizio non potesse materializzarsi, la bambola è riuscita comunque a modificare alcuni eventi del mondo umano, dando per esempio l'anello di rose di Hinaichigo a Odile, nipote di Corinne che era l'ex-medium della bambola. Successivamente nel settimo volume del manga si scopre che in realtà Odile è la medium di Kirakishou infatti dopo aver divorato Hinaichigo, lascia Odile in coma e la chiama Padrona. Il tratto più caratteristico della personalità di Kirakishou è la sua ammirazione quasi ossessiva per Suigintou, alla quale si riferisce come "sorella maggiore" (お姉さま?, onee-sama): tanto si spinge la sua stima che più volte le ha offerto la sua Rosa Mystica, offerta che Suigintou ha sempre rifiutato affermando che se la sarebbe presa da sola in seguito. Ha l'abitudine di ripetere alle persone ciò che dice, in particolare le parole di Shinku. La traduzione corretta di Kirakishou sarebbe "Funkelnder Schneekristall", "Cristallo di Neve Scintillante". Molto su Kirakishou resta sconosciuto.
Barasuishou (薔薇水晶?, Cristallo di Rosa, Rozenkristall)
Doppiata da: Saori Goto
Medium: Enju
Spirito guardiano: Nessuno
Barasuishou è la bambola che si presenta come la settima della collezione Rozen Maiden. Il suo colore è il viola. Non ha nessun accenno di coscienza e veste interamente di color lavanda. Agisce sempre con una calma quasi innaturale, e possiede un grande potere in battaglia. La sua apparizione annuncia il vero inizio del Gioco di Alice. La bambola è, tuttavia, un falso, non creato da Rozen. Suo "Padre" è Enju, l'invidioso apprendista del creatore delle Rozen Maiden. Barasuishou può creare e manipolare qualsiasi tipo di elemento cristallino, vetro compreso. La sua vera identità viene svelata durante l'ultimo episodio della seconda serie. Barasuishou appare solo nell'anime per via di scarsi contenuti, nel manga venne cancellata.

### Altri personaggi
Nori Sakurada (桜田のり?, Sakurada Nori)
Doppiata da: Aya Hisakawa (drama-CD), Noriko Rikimaru (anime)
La sorella maggiore di Jun. Svolge il compito di suo guardiano, in quanto i loro genitori sono in viaggio di affari all'estero e apparentemente ignari della condizione di Jun. Gentile e premurosa, a volte fa strane fantasie su suo fratello. Sfortunatamente, molte volte è lei a subire i suoi sfoghi d'ira. Shinku le fornisce costantemente consigli su ogni tipo di cosa, da come fare il tè a come prendersi meglio cura di Jun. Vuole molto bene alle bambole.
Yamamoto (山本?, Yamamoto)
Doppiato da: Junji Majima
Un ragazzo della classe di Nori che tenta continuamente di confessarle il suo amore, salvo per poi venir interrotto ogni volta da strane coincidenze o sfortunati avvenimenti, molti dei quali causati (involontariamente) dalle bambole, Suiseiseki in particolare. Nori è completamente all'oscuro dei suoi sentimenti. Non esiste nel manga.
Shirosaki (白崎?)
Doppiato da: Takahiro Sakurai
Il commesso del negozio di bambole. Ha una sincera passione per le bambole, tanto che decide di dare una spiegazione sui loro sentimenti a Jun e Tomoe. In realtà la sua vera identità è quella del Demone di Laplace. In Ouvertüre viene rivelato che lui ed Enju si conoscevano già da prima che Shinku e Suigintou diventassero nemiche, e già al tempo era alla ricerca delle Rozen Maiden, anche se non ne viene rivelato il motivo. Appare nella seconda stagione dell'anime e nell'OAV.
Demone di Laplace (ラプラスの魔?, Rapurasu no Ma)
Doppiato da: Jōji Nakata (drama-CD), Kyosei Tsukui (anime)
Il Demone di Laplace non è altro che Shirosaki nei panni di un coniglio bianco in smoking e cappello a cilindro. Né malevolo né benevolo, ama parlare per enigmi. Le sue fugaci apparizioni nell'N-Field lasciano le Rozen Maiden con nient'altro che consigli poetici e quasi senza senso. Il suo nome deriva dall'omonimo demone concepito da Pierre Simon Laplace. Appare nel manga, nella seconda stagione dell'anime e nell'OAV.
Enju (槐?)
Doppiato da: Daisuke Ono
Il giovane costruttore di bambole che gestisce il negozio insieme a Shirosaki, al quale lascia il compito di assistere i clienti mentre costruisce bambole nel suo laboratorio. Enju prende molto seriamente il suo lavoro, tanto da sussurrare brevi parole di conforto alle sue bambole una volta terminata la creazione. Somiglia in modo quasi innaturale a Rozen, ma viene rivelato che non è nient'altro che il suo invidioso apprendista. Appare nella seconda stagione nell'anime e fa una breve comparsa nell'OAV, ma nel manga non esiste.
Matsu Shibasaki (柴崎マツ?, Shibasaki Matsu)
Doppiata da: Yoshino Ohtori
La moglie di Motoharu. Come il marito, esiste solo nell'anime. Dopo la morte del figlio cadde in un sonno profondo dal quale è risvegliata grazie agli sforzi congiunti di Souseiseki, Suiseiseki e del fantasma del figlio, Kazuki Shibasaki.
Kazuki Shibasaki (柴崎一樹?, Shibasaki Kazuhi)
Doppiato da: Megumi Matsumoto (松元恵?, Matsumoto Megumi)
Il figlio deceduto di Motoharu e Matsu. Esiste solo nell'anime.
Rozen (ローゼン?)
Il misterioso creatore delle Rozen Maiden, che loro ritengono loro "Padre". Continua ad esistere in un qualche luogo (presumibilmente nell'N-Field), ma incontrerà solo "Alice", la vincitrice del Gioco di Alice.
Detective Kunkun (くんくん探偵?, Kunkun Tantei)
Doppiato da: Kyosei Tsukui
Il pupazzo protagonista dell'omonimo programma televisivo, una parodia di altri anime aventi come protagonista un detective. Le bambole, Shinku e Hinaichigo in particolare, sono fan dello show. Sia nell'anime che nel manga Jun fa notare l'ironia di vedere della bambole guardare uno show di bambole.
Sarah (サラ?, Sara)
Doppiata da: Asami Sanada
La precedente medium di Shinku, appare solo in Ouvertüre. Vive nella Londra del XIX secolo ed è a conoscenza del Gioco di Alice. Alla decisione di Shinku di dare riparo a Suigintou, Sarah le chiede il motivo del suo gesto, sapendo avrebbe dovuto distruggerla per diventare Alice.
Umeoka (梅岡?)
L'insegnante di Jun. Nel manga è stato, senza volerlo, la causa determinante dell'attuale condizione di Jun, quando rese pubblico un suo disegno.
Yuna Kuwata (桑田由奈?, Kuwata Yuna)
Una ragazza della classe di Jun, per la quale il ragazzo aveva una cotta.
Futaba Yuihishi (結菱二葉?, Yuihishi Futaba)
Il fratello minore di Kazuha. Morì in un incidente navale nel 1957 durante una fuga d'amore.
Corinne Foseau (コリンヌ・フォッセー?, Corinnu Fassē)
L'ex-medium di Hinaichigo. È vissuta nella Francia della prima metà del Novecento, ma si dovette separare dalla sua Rozen Maiden quando scoppiò la Seconda Guerra Mondiale.
Odille Foseau (オディール・フォッセー?, Odille Fassē)
La nipote di Corinne. Le viene dato da Kirakishou l'anello di rose di Hinaichigo, con la quale la ragazza riformula il contratto di medium. Dopo averla usata per trarre in trappola la bambola e poterla consumare, Kirakishou la fa entrare in coma, le cambia l'anello col suo e la fa diventare sua Medium anche se ella tuttora si trova in coma.

## Media

### Manga

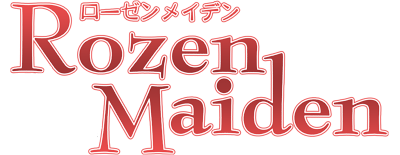
Logo della serie

Il manga, scritto e disegnato dal duo di autrici PEACH-PIT, è stato serializzato dal 12 agosto 2002 al 30 maggio 2007 sulla rivista Monthly Comic Birz edita da Gentosha. Il manga si è concluso bruscamente, in seguito a misteriosi dissapori fra le autrici e l'editore. I capitoli sono stati raccolti in 8 volumi tankōbon pubblicati dal 24 marzo 2003 al 23 giugno 2007. A seguito di alcuni disguidi avuti con l'editore, la serie è stata ripubblicata da Shūeisha sulla rivista Young Jump Comics e raccolta in 7 volumi in formato shinsōban pubblicati dal 25 aprile al 28 novembre 2008. L'evolversi della storia presenta diverse differenze tra la versione cartacea e l'anime, comprese l'introduzione di nuove storie, personaggi e sequenze degli eventi.
In Italia il manga è stato pubblicato da Flashbook dal 12 ottobre 2005 al 15 febbraio 2008. La traduzione dei testi è stata curata da Yupa.
La serie è stata distribuita anche negli Stati Uniti da Tokyopop, in Australia da Madman Entertainment, in Cina da Changhong e in Francia da Soleil Productions.
Nel marzo 2008, le PEACH-PIT hanno pubblicato uno one-shot intitolato Shōjo no tsukurikata (少女のつくり方? lett. "Come fare una ragazza") sul sedicesimo numero di Weekly Young Jump. Nel numero successivo è stata annunciata la serializzazione della seconda serie di Rozen Maiden, omonima della precedente ma con il titolo scritto in katakana anziché che con l'alfabeto inglese. Quest'ultima è stata serializzata dal 17 aprile 2008 al 23 gennaio 2014 su Weekly Young Jump, testata edita da Shūeisha. La seconda serie del manga riprende e continua la storia dal punto in cui si interrompeva la prima serie.
La seconda serie è stata annunciata anche in Italia ed è stata pubblicata da Flashbook dal 19 maggio 2012 al 30 settembre 2014. Inoltre la serie è stata distribuita anche in Cina da Changhong e in Francia da Soleil Productions.
Le PEACH-PIT hanno pubblicato un altro one-shot nel numero di ottobre 2013 di Ribon incentrato sul passato delle Rozen Maiden.
Una terza serie intitolata Rozen Maiden 0 -Zero- (ローゼンメイデン0-ゼロ-?, Rōzen Meiden 0 -Zero-) è stata serializzata dal 19 febbraio 2016 al 19 marzo 2019 sulla rivista Ultra Jump. I capitoli sono stati raccolti in 4 volumi tankōbon pubblicati dal 18 novembre 2016 al 19 giugno 2019.

#### Volumi
| Prima serie (8 volumi)    |                   |                                                                             |                   |                        |
| 1                         | 24 marzo 2003     | ISBN 978-4-34-480212-4                                                      | 12 ottobre 2005   | ISBN 978-88-89583-35-7 |
| 2                         | 24 dicembre 2003  | ISBN 978-4-34-480340-4                                                      | 13 giugno 2006    | ISBN 978-88-89583-36-4 |
| 3                         | 24 settembre 2004 | ISBN 978-4-34-480452-4                                                      | 1º agosto 2006    | ISBN 978-88-89583-37-1 |
| 4                         | 24 dicembre 2004  | ISBN 978-4-34-480505-7                                                      | 9 ottobre 2006    | ISBN 978-88-89583-38-8 |
| 5                         | 24 agosto 2005    | ISBN 978-4-34-480620-7                                                      | 27 febbraio 2007  | ISBN 978-88-89583-98-2 |
| 6                         | 24 gennaio 2006   | ISBN 978-4-34-480691-7                                                      | 27 aprile 2007    | ISBN 978-88-6169-010-3 |
| 7                         | 26 settembre 2006 | ISBN 978-4-34-480822-5                                                      | 26 giugno 2007    | ISBN 978-88-6169-011-0 |
| 8                         | 23 giugno 2007    | ISBN 978-4-34-481030-3                                                      | 15 febbraio 2008  | ISBN 978-88-6169-073-8 |
| Seconda serie (10 volumi) |                   |                                                                             |                   |                        |
| 1                         | 19 dicembre 2008  | ISBN 978-4-08-877566-1                                                      | 19 maggio 2012    | ISBN 978-88-6169-316-6 |
| 2                         | 18 settembre 2009 | ISBN 978-4-08-877702-3                                                      | 22 luglio 2012    | ISBN 978-88-6169-319-7 |
| 3                         | 19 febbraio 2010  | ISBN 978-4-08-877811-2                                                      | 29 settembre 2012 | ISBN 978-88-6169-334-0 |
| 4                         | 17 settembre 2010 | ISBN 978-4-08-879029-9                                                      | 22 dicembre 2012  | ISBN 978-88-6169-352-4 |
| 5                         | 27 maggio 2011    | ISBN 978-4-08-879119-7 (ed. regolare) ISBN 978-4-08-782375-2 (ed. limitata) | 23 marzo 2013     | ISBN 978-88-6169-371-5 |
| 6                         | 18 novembre 2011  | ISBN 978-4-08-879214-9                                                      | 29 giugno 2013    | ISBN 978-88-6169-387-6 |
| 7                         | 18 maggio 2012    | ISBN 978-4-08-879214-9                                                      | 5 ottobre 2013    | ISBN 978-88-6169-413-2 |
| 8                         | 19 dicembre 2012  | ISBN 978-4-08-879575-1                                                      | 21 dicembre 2013  | ISBN 978-88-6169-419-4 |
| 9                         | 19 luglio 2013    | ISBN 978-4-08-879563-8                                                      | 10 maggio 2014    | ISBN 978-88-6169-447-7 |
| 10                        | 18 aprile 2014    | ISBN 978-4-08-879777-9                                                      | 30 settembre 2014 | ISBN 978-88-6169-475-0 |
| 0 -Zero- (4 volumi)       |                   |                                                                             |                   |                        |
| 1                         | 18 novembre 2016  | ISBN 978-4-08-890515-0                                                      | —                 | —                      |
| 2                         | 19 settembre 2017 | ISBN 978-4-08-890748-2                                                      | —                 | —                      |
| 3                         | 19 ottobre 2018   | ISBN 978-4-08-891119-9                                                      | —                 | —                      |
| 4                         | 19 giugno 2019    | ISBN 978-4-08-891286-8                                                      | —                 | —                      |

### Anime
Rozen Maiden è stato adattato in un anime, prodotto da Tokyo Broadcasting System e animato dallo studio Nomad. La prima stagione, composta da 12 episodi, è stata trasmessa in Giappone su Tokyo Broadcasting System dal 7 ottobre al 23 dicembre 2004. L'anime è andato in onda anche su RKB Mainichi Broadcasting, Mainichi Broadcasting System, BS-i e Kids Station. Gli episodi sono stati raccolti in 6 DVD pubblicati dal 1º dicembre 2004 al 27 aprile 2005 da Pony Canyon. Le sigle sono rispettivamente Kinjirareta asobi (禁じられた遊び? lett. "Il gioco proibito") delle ALI PROJECT (apertura) e Toumei Shelter (透明シェルター?, Toumei Sherutā) di refio e Haruka Shimotsuki (chiusura). La prima stagione è incentrata soprattutto sulla riabilitazione psicologica di Jun Sakurada, un hikikomori che spende la maggior parte del suo tempo chiuso nella sua camera ad ordinare oggetti. Tramite una strana catena di eventi, Jun si trova in possesso di una bambola che si presenta come Shinku, la quinta Rozen Maiden. Per sommo orrore di Jun, Shinku decide di creare uno strano legame con lui, e l'asociale ragazzo finisce per diventare il suo "servitore". La serie segue le vicende dei due e dei loro incontri con le altre Rozen Maiden, bambole che per la maggior parte del tempo sembrano non desiderare altro che bere tè, distruggere finestre e scarabocchiare il pavimento con i pastelli. Durante questa stagione vengono introdotte cinque bambole: Shinku, Hinaichigo, Suigintou, Suiseiseki e Souseiseki. Suigintou è l'antagonista principale.
La seconda stagione, Rozen Maiden: Träumend (ローゼンメイデン トロイメント?, Rōzen Meiden Toroimento), è stata annunciata nel marzo 2005 ed è la continuazione della precedente. Composta anche essa da 12 episodi, è stata trasmessa dal 20 ottobre 2005 al 26 gennaio 2006 su Tokyo Broadcasting System. La serie è andata in onda anche su Mainichi Broadcasting System, Chubu-Nippon Broadcasting, BS-i e Kids Station. Gli episodi sono stati raccolti in 6 DVD pubblicati dal 18 gennaio al 21 giugno 2006 da Pony Canyon. Le sigle sono rispettivamente Seishōjo ryōiki (聖少女領域? lett. "Il territorio delle ragazze sacre") delle ALI PROJECT (apertura) e Hikari no rasenritsu (光の螺旋律? lett. "Melodia a spirale di luce") di Kukui (chiusura). Questa seconda stagione presenta un'atmosfera più cupa, dove gli episodi seguono di più la trama principale e vengono affrontati argomenti come la vera identità del "Padre", il creatore delle Rozen Maiden, e l'inevitabile conclusione del Gioco di Alice. Jun, nonostante abbia deciso di tornare a scuola, non può ancora farlo (a causa della mole di studio che deve affrontare per tornare in pari con il programma didattico), ma studia sia a casa che nella biblioteca pubblica, ha superato la sua agorafobia e sembra essersi legato molto con le bambole. Shinku, a causa degli avvenimenti della precedente stagione, ha subito qualche piccolo cambiamento caratteriale, mantenendo comunque il suo solito atteggiamento da aristocratica, sgridando e punendo Jun ogni volta se ne presenti l'occasione. Vengono introdotti diversi nuovi personaggi, inclusi un coniglio in smoking con la passione degli indovinelli e dei misteriosi gestori di un negozio di bambole, inclusa una persona con una strana somiglianza al "Padre". Vengono introdotte altre due bambole, Kanaria e Barasuishou; quest'ultima è l'antagonista principale.
Un OAV dalla durata di 7 minuti e incentrato sulle vicende del detective-pupazzo Kunkun, Detective Kunkun - Duell Walzer, è uscito il 27 aprile 2006. Il tutto è presentato come un'opera teatrale con tanto di palco, sipario e insegne luminose. In questo episodio il Detective Kunkun deve sventare i piani di un malvagio gatto che vuole rubare una splendida gemma da un altro personaggio. Benché la storia possa sembrare corta e semplice, i metodi che il Detective Kunkun usa per risolvere il caso sono brillanti e molto e ben congegnati. L'episodio è visto dal punto di vista delle Rozen Maiden. L'OAV Duell Walzer è composto da un solo episodio, presente originariamente nel videogioco per PlayStation 2 Rozen Maiden - Duellwalzer.
La terza stagione, Rozen Maiden: Ouvertüre (ローゼンメイデン オーベルテューレ?, Rōzen Meiden Ōberutyūre), si compone di due episodi trasmessi il 22 e il 23 dicembre 2006 su Tokyo Broadcasting System. Gli episodi sono stati raccolti in un singolo DVD pubblicato il 21 febbraio 2007. Come per le prime due stagioni, la sigla d'apertura, Baragoku otome (薔薇獄乙女? lett. "La ragazza della prigione di rose"), è cantata dalle ALI PROJECT. In modo analogo, Kukui è responsabile della sigla di chiusura, Utsusemi no kage (空蝉の影? lett. "L'ombra delle cicale"). Rozen Maiden: Ouvertüre è un breve prequel degli avvenimenti narrati nelle prime due stagioni. Ouvertüre ("apertura" in tedesco) si colloca inizialmente durante gli avvenimenti narrati durante Träumend (probabilmente fra gli episodi sei e dieci) e risponde ad alcune domande sul passato di Suigintou, in particolar modo al motivo della rivalità con Shinku. La maggior parte dei due episodi consiste in un flashback narrato da Souseiseki avente luogo nel XIX secolo.
La quarta stagione, Rozen Maiden: Zurückspulen, denominata semplicemente Rozen Maiden (ローゼンメイデン?) in Giappone, è stata annunciata il 18 novembre 2012 sulla rivista Weekly Young Jump. È un adattamento della seconda serie manga e a differenze delle tre stagioni precedenti è animata da Studio Deen. Composta da 13 episodi, è stata trasmessa dal 4 luglio al 26 settembre 2013 su Tokyo Broadcasting System. Inoltre è stata mandata in onda su Mainichi Broadcasting System, Chubu-Nippon Broadcasting e BS-TBS. Gli episodi sono stati raccolti in 7 DVD e Blu-ray pubblicati dal 30 agosto 2013 al 19 febbraio 2014. Le sigle sono rispettivamente Watashi no bara wo haminasai (私の薔薇を喰みなさい? lett. "Mangia la mia rosa") delle ALI PROJECT (apertura) e Alternative (lett. "Alternativa") di Annabel (chiusura).

### Discografia
Le quattro serie anime hanno prodotto diversi sigle, radiodrammi, colonne sonore e due programmi radiofonici. Il primo programma radiofonico è Rozen Maiden Web Radio: Rose Scented Garden Party (ローゼンメイデン・ウェブラジオ 薔薇の香りのGarden Party?, Rōzen Meiden Uebu Rajio Bara no Kaori no Garden Pātī), andato in onda sulla web radio Lantis Web Radio tra il 13 maggio e il 30 settembre 2005 e condotto da Miyuki Sawashiro e Asami Sanada, rispettivamente le doppiatrici di Shinku e Jun. Il secondo invece è Suigintou no koyoi mo Ennūi (水銀燈の今宵もアンニュ～イ?), trasmesso in diretta radiofonica e condotta dalla doppiatrice di Sugintou, Rie Tanaka, durante l'Anime Festa 2006 di Tokyo Broadcasting System. Grazie al riscontro positivo da parte del pubblico, il progetto è stato continuato con ulteriori versioni del programma in formato CD. Sono state anche pubblicate le colonne sonore dei videogiochi della serie. Prima della realizzazione dell'anime, Frontier Works ha prodotto un drama CD intitolato Rozen Maiden Drama CD (ローゼンメイデン ドラマＣＤ?, Rōzen Meiden Dorama CD) e pubblicato in Giappone il 6 giugno 2004. Dato che è uscito prima della messa in onda della prima stagione dell'anime, presenta un diverso cast di doppiatori.
| Personaggio       | Doppiatore      |
| ----------------- | --------------- |
| Shinku            | Yui Horie       |
| Jun Sakurada      | Sanae Kobayashi |
| Nori Sakurada     | Aya Hisakawa    |
| Suigintou         | Mamiko Noto     |
| Hinaichigo        | Tomoko Kaneda   |
| Suiseiseki        | Nana Mizuki     |
| Tomoe Kashiwaba   | Ayako Kawasumi  |
| Demone di Laplace | Jōji Nakata     |

### Videogiochi
Dalla serie sono stati tratti tre videogiochi, tutti editi esclusivamente in Giappone. Il primo è Rozen Maiden: duellwalzer (ローゼンメイデン ドゥエルヴァルツァ?, Rōzen Meiden Doueruvarutsua), una visual novel sviluppata da Taito e pubblicata in Giappone il 27 aprile 2006 in due differenti versioni: una normale, con il solo gioco, e una speciale, con allegato un orologio da taschino simile a quello utilizzato da Shinku. La colonna sonora, Rozen Maiden Beilege Disk, era inclusa nel preordine del gioco. Il titolo è stato poi ripubblicato nella linea denominata "Taito Best" il 25 marzo 2007. Il gioco ha ottenuto un punteggio di 23/40 dalla rivista Famitsū, basato sulla somma dei punteggi (da 0 a 10) dati al gioco da quattro recensori della rivista.
Il secondo gioco è Rozen Maiden: gebetgarten (ローゼンメイデン ゲベートガルテン?, Rōzen Meiden Gebētogaruten), un picchiaduro 3D sviluppato sempre da Taito e pubblicato il 22 marzo 2007 per PlayStation 2. Entrambi i titoli sono inediti al di fuori del Giappone. Come per il caso precedente, la sua colonna sonora, Rozen Maiden Beilege Disk 2, era inclusa nel preordine del gioco. Il gioco ha ottenuto un punteggio di 24/40 dalla rivista Famitsū, basato sulla somma dei punteggi (da 0 a 10) dati al gioco da quattro recensori della rivista.
Il terzo titolo è Rozen Maiden: Wechseln Sie Welt Ab (ローゼンメイデン ヴェヘゼルン ジー ヴェルト アップ?, Rōzen Meiden Vehezerun Jī Veruto Appu), sviluppato da 5pb. e pubblicato per PlayStation 3 e PlayStation Vita il 30 gennaio 2014. Il gioco ha ottenuto un punteggio di 28/40 dalla rivista Famitsū, basato sulla somma dei punteggi (da 0 a 10) dati al gioco da quattro recensori della rivista. Secondo i recensori la storia risultava coinvolgente anche se non si conosceva l'opera da cui era tratto, permettendo di divertirsi lo stesso facilmente. La grafica venne definita leggermente insipida per via delle poche illustrazioni dei personaggi e la produzione era un po' banale, ma le varie storie mantenevano il ritmo veloce facendo divertire il giocatore. Sono stati apprezzati il salvataggio automatico ad ogni scelta, la possibilità di creare facilmente storie con le eroine del gioco e la qualità del doppiaggio mentre la colonna sonora è stata ritenuta nella media ed è stata criticata la presenza di poche CG dedicate alle scene e la presenza di pochi contenuti bonus per i fan.

### Antologie manga e romanzi
Sono stati realizzati diversi manga spin-off. Un'antologia tankōbon intitolata Rozen Maiden: Entr'acte (ローゼンメイデン アントラクト?, Rōzen Meiden Antorakuto) è stata pubblicata da Getonsha nel 2005. Sono state create due serie antologiche basate sulla seconda serie. La prima è Rozen Maiden Dolls Talk (ローゼンメイデン dolls talk?, Rōzen Meiden dolls talk) di Haru Karuki, serializzata dal 1º dicembre 2011 al 3 aprile 2014 sulla rivista Ribon. La seconda è Maite wa ikenai Rozen Maiden (まいてはいけないローゼンメイデン? lett. "La Rozen Maiden che non avrebbe dovuto esistere") di Choboraunyopomi, serializzata dal 27 dicembre 2012 al 13 aprile 2014 su Miracle Jump.
Sono state scritte due serie di romanzi antologici. Chabō Higurashi ha scritto la serie Die Romane der Rozen Maiden (ディ ロマーネ ディア ローゼンメイデン?, Di Romāne Dia Rōzen Meiden) che consiste in due romanzi che riportano rispettivamente i sottotitoli Schwarzer Wind (シュヴァルツェァ ヴィンド?, Shuvarutsea Vindo) e Kalkgrün Augen. Himiro Hisasa ha scritto la seconda serie di romanzi, Rozen Maiden, che presenta a sua volta due romanzi sottotitolati rispettivamente Zwillinge (ツヴィリンゲ?, Tsuviringe) e Roth Schwarz (ロートシュヴァルツ?, Rōto Shuvuarutsu).

### Altro
L'anime di Rozen Maiden è stato adattato in una serie anime comic composta tra 3 volumi editi da Gentosha. È completamente a colori e presenta molte scene tratte dall'anime stesso, da cui prende la trama. Sono stati pubblicati anche due fan book basati sempre sull'anime: Rozen Maiden: Edel Rose (ローゼンメイデン エーデルローゼ?, Rōzen Meiden Ēderurōze) che copre l'anime di Rozen Maiden ed è pubblicato da Impress Group; Rozen Maiden: Träumend Nocturne (ローゼンメイデン トロイメント ノクトゥルネ?, Rōzen Meiden Toroimento Nokuturune) che tratta Rozen Maiden: Träumend ed è pubblicato da Gentosha e Rozen Maiden Comic & Anime Official Guide Book (ローゼンメイデン コミック＆アニメ公式ガイドBook?, Rōzen Meiden Komikku & Anime Kōshiki Gaido Book) che riguarda Rozen Maiden: Zurückspulen ed è distribuito da Shūeisha. Sono stati inoltre pubblicati quattro artbook: Rozen Maiden: Erinnerung edito da SoftBank Creative, Rozen Maiden: Kunstwerk (ローゼンメイデン クンストヴェルク?, Rōzen Meiden Kunsutoveruku) pubblicato da Ichijinsha ed infine Peach-Pit Art book (Rozen Maiden) e Rozen Maiden Art Book: Rose Maiden (ローゼンメイデン画集「薔薇乙女」?, Rōzen Meiden Gashū: Bara otome) entrambi distribuiti da Shūeisha.
Inoltre sono stati distribuiti molti prodotti basati sul franchise di Rozen Maiden come bambole, vestiti, accessori e altri articoli di vario tipo.

## Accoglienza

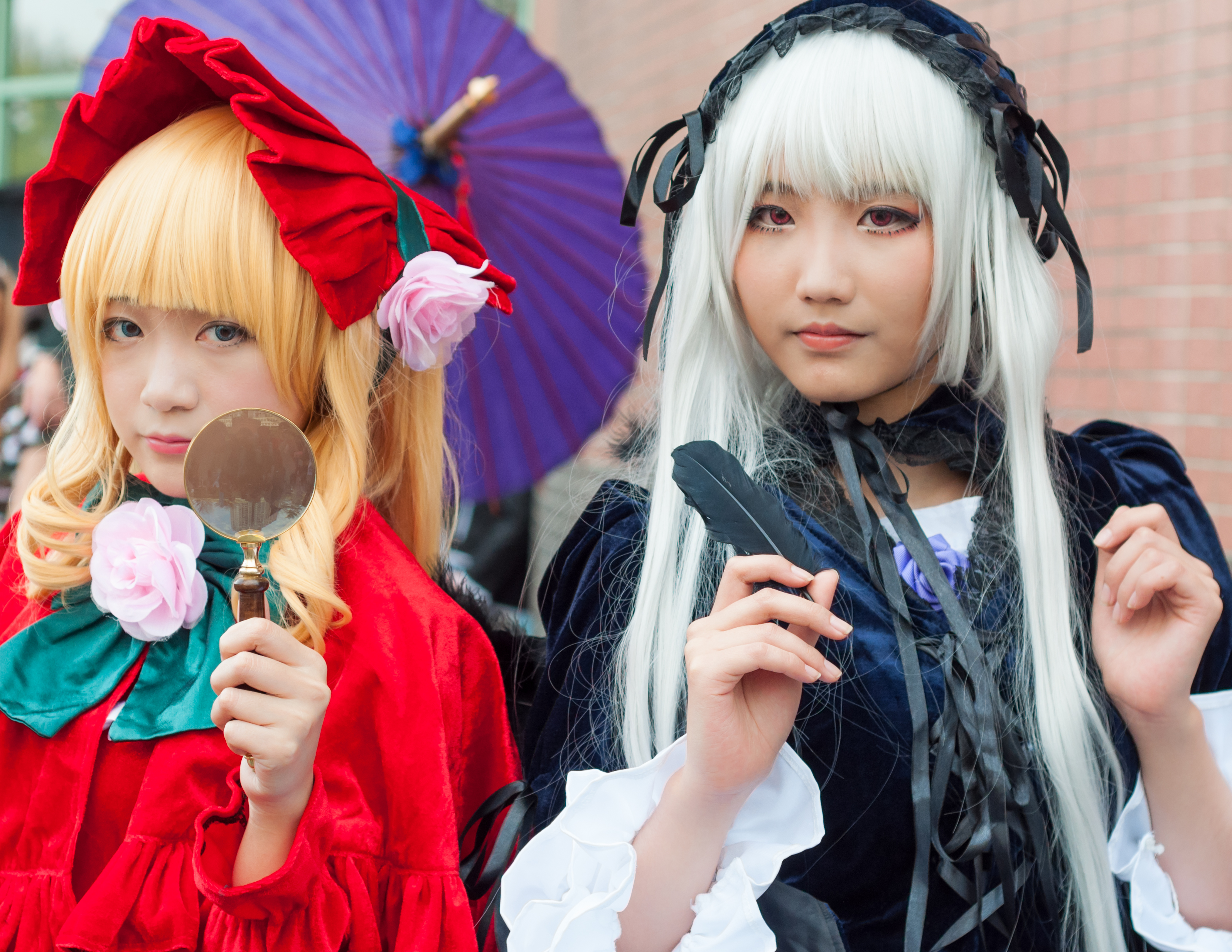
Cosplayers di Shinku e Suigintou

I volumi pubblicati in Nord America da Tokyopop sono apparsi nella lista delle cento graphic novel mensili più vendute di ICv2. Il manga ha ricevuto recensioni generalmente positive. Carlo Santos di Anime News Network ha elogiato le opere delle PEACH-PIT perché sempre in grado di suscitare emozione o risate nei suoi lettori, ma ha criticato l'assenza di una trama in Rozen Maiden e il modo in cui i dialoghi o il contesto possono essere vaghi. Leroy Douresseaux di ComicBookBin ha affermato che sebbene Rozen Maiden non sia un manga splendido, la sua enfasi sulla psicologia e sulle emozioni era qualcosa che i fumetti statunitensi avrebbero dovuto seguire per espandere il proprio pubblico. Christopher Seaman di Active Anime ha elogiato diversi aspetti della serie: l'unione di mistero, commedia e dolcezza con un equilibrio tra fantasy e dramma; l'estetica visiva delle immagini e dei personaggi e il fatto che poteva essere rivolto sia ad adulti che adolescenti. Maroussia Pagano di Anime Land ha elogiato l'equilibrio tra la vita quotidiana comica e il lato oscuro sottostante della trama. Nei volumi successivi, Pagano ha criticato il ritmo della storia e il brusco finale. Nella recensione del sequel, sempre Pagano ha affermato di essere rimasta sorpresa dal tono cupo e da come la trama fosse confusa benché avesse letto la prima serie. Manga-News ha elogiato a sua volta l'alterazione della storia tra momenti di pace e di conflitto, ma ha criticato gli ultimi volumi in quanto risultavano affrettati e hanno perso la complessità della storia. Trattando il sequel, Manga-News ha elogiato l'introduzione per essere interessante e accessibile ai nuovi lettori.
Nel 2005, la rete televisiva TV Asahi ha condotto un sondaggio web online sulla "Top 100" e l'adattamento anime di Rozen Maiden si è classificato al cinquantesimo posto. L'anno successivo, Rozen Maiden: Träumend si classificò al settimo posto nel sondaggio "Top 20" condotto dalla rivista giapponese di anime Animage. Diversi redattori di Active Anime hanno espresso varie opinioni riguardo alla prima serie anime di Rozen Maiden e il suo seguito Rozen Maiden: Träumend. Christopher Seaman ha elogiato l'alta qualità delle immagini e i dettagli nel design delle bambole, la colonna sonora che completa le immagini e ha considerato la storia avvincente, frenetica e comica. Sandra Scholes ha descritto la serie come una produzione sontuosa e che, sebbene sia orientata agli scontri durante le scene di combattimento, offre anche momenti emozionanti che si rivolgono alle ragazze. Davey C. Jones ha commentato che la serie è qualcosa che i fan di Chobits apprezzerebbero e che il finale di Rozen Maiden: Träumend non è un finale alla "vogliamoci bene". Rachel Bentham invece ha criticato la trama, descrivendo la personalità antisociale di Jun e l'amicizia con le bambole come inquietanti e ha definito la competizione tra le bambole come di natura misogina.
Christopher Homer di Mania.com inizialmente ha espresso scetticismo sulla presenza congiunta nella serie di Gothic Lolita, bambole, magia e commedia, ma in seguito lo ha definito un esperimento riuscito e lodò le interazione dei personaggi e il design delle bambole. Nelle recensione di Rozen Maiden: Träumend, ha elogiato la grafica e i personaggi, ma ha criticato lo sbilanciamento tra parti comiche e cupe e ha descritto le rivelazioni e il finale come affrettati. Carl Kimlinger e Carlo Santos di Anime News Network nella loro recensione di Rozen Maiden: Träumend sono stati per lo più negativi, reputando falliti i tentativi di un dramma serio che trovò dei cliché che si traducevano in dialoghi scadenti e melodrammatici, la colonna sonora riciclata e il finale era inconcludente e frettoloso.
Le recensioni di Anime News Network riguardanti Rozen Maiden: Zurückspulen sono state generalmente positive. Carl Kimlinger ha descritto la caratterizzazione di Jun adulto come una "miscela altamente credibile di orgoglio ferito, solitudine disperata e intorpidimento oppresso" e ha elogiato quanto sia riconoscibile il personaggio rispetto al suo io più giovane. Ha anche elogiato la sceneggiatura della vita di Jun e la scena in cui la personalità di Jun viene sezionata dal suo capo per essere scritta in modo intelligente. Bamboo Dong ha apprezzato l'introduzione di Zurückspulen per aver rivitalizzato la serie. Entrambi i recensori hanno lodato la grafica e il design delle bambole ma hanno espresso preoccupazione per la trama confusa.